# Елта
Елта (на шведски: Älta) е град в лен Стокхолм, източната част на централна Швеция, община Нака. Намира се на около 15 km на югоизток от централната част на столицата Стокхолм. Той е предградие (град-сателит) на Стокхолм. Населението на града е 9989 жители според данни от преброяването през 2010 г.